# Antonio García de Valtorres
Antonio García y Blancas más conocido como Antonio García de Valtorres (Valtorres, 1526 - ¿Valtorres/monasterio de Santa Fe?, 1590) fue un religioso español del siglo XVI.

## Biografía
Natural de Valtorres, en la diócesis de Tarazona, nació en 1526. Ingresó en el monasterio de Piedra de la orden del Císter, del que llegó a ser abad en 1550. Mantuvo sin embargo la relación con su localidad natal a lo largo de su vida, donando un retablo a su iglesia así como fundando una capellanía.
Como abad era una de las principales autoridades religiosas del reino de Aragón y desde 1554 aparece asociado al poderoso Hernando de Aragón, de la misma orden cisterciense y antiguo fraile del monasterio de Piedra él mismo. Hernando fue arzobispo de Zaragoza y virrey de Aragón simultáneamente, siendo uno de los principales políticos del periodo en Aragón bajo Felipe II de España. A menudo ocupado por sus cargos, Hernando delegó en García de Valtorres la administración eclesiástica de la diócesis, primero como vicario general y desde 1564 como obispo titular de Útica asignado como obispo auxiliar de Zaragoza. Fue en el periodo también el procurador del obispo de Tarazona Juan González de Munébrega en Zaragoza. Antonio García destacó como mecenas del pintor Jerónimo Cosida, que financió desde 1566.
A la muerte de Hernando de Aragón en 1575 actuó como su albacea. Siguió siendo persona de confianza tanto del sucesor de Hernando, Andrés Santos como del nuevo obispo de Tarazona, Juan Redín Cruzat, a los que siguió auxiliando en el día a día de sus diócesis. En 1578 se produjo la donación de un retablo de Jerónimo Cósida a la iglesia parroquial de Valtorres, que incluía un retrato suyo que es la única imagen conocida de Antonio García. Es particularmente significativo su papel en la naciente universidad de Zaragoza, que pese a haber sido autorizada en 1542 no fue finalmente establecida hasta 1583 bajo patrocinio del arzobispado y con la bendición de García de Valtorres. También se recuerda su visita pastoral en nombre del obispo de Tarazona, que le llevó a inspeccionar la iglesia de su localidad natal el 27 de septiembre de 1584.
Existe un desacuerdo entre los autores sobre su fallecimiento, pues aunque se ha propuesto la fecha de 1590 existen tradiciones diferentes que le atribuyen haber sido enterrado tanto en su localidad natal como en el monasterio de la Santa Fe.